# Pierre Meinadier
Pierre Meinadier (* 16. Juli 1811 in Saint-André-de-Valborgne; † 14. April 1896 in Versailles) war ein französischer Politiker. Er war von 1876 bis 1894 Mitglied des Senats.
Meinadier besuchte ab 1829 die École polytechnique und wurde Soldat beim Militär. Er wurde bei der Julirevolution von 1830 eingesetzt, wobei er verletzt wurde. Um 1855 wurde er als Kapitän im Krimkrieg eingesetzt. 1859 wurde er zum Mitglied der Ehrenlegion ernannt. Bevor er 1870 in den Ruhestand entlassen wurde, erhielt er 1868 den Dienstgrad des Obersts. Ein Jahr später zog er in den Generalrat ein. 1876 konnte er in den Senat einziehen. Während er 1885 und 1889 wiedergewählt wurde, musste er sich 1894 geschlagen geben. Zwei Jahre später starb er.